# Membre du Parlement écossais
Pour les articles homonymes, voir Titre du membre d’une législature territoriale.

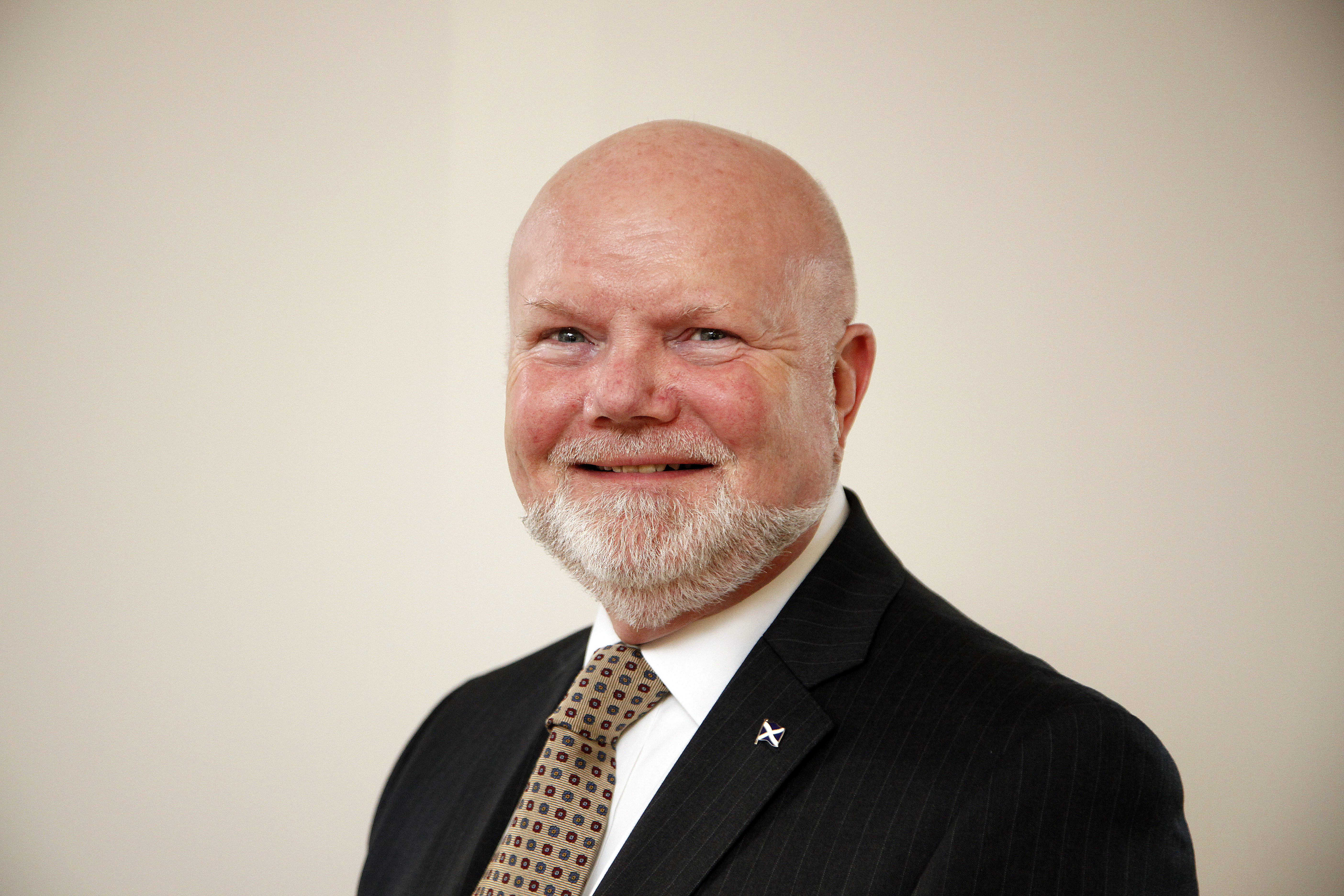
Parlement écossais.

Au Royaume-Uni, membre du Parlement écossais (Member of the Scottish Parliament en anglais, abrégé en « MSP » ; Ball Pàrlamaid na h-Alba en gaélique écossais, abrégé en « BPA » ; Memmer o the Scots Pairliament en scots, abrégé en « MSP ») est le titre donné à l’élu qui siège au Parlement écossais, l’organe législatif dévolu de la nation constitutive de l’Écosse.
Un « MSP » est élu pour cinq ans.